# Reacció de Perkin
La reacció de Perkin és una reacció orgànica desenvolupada per William Henry Perkin que es pot usar per fer àcid cinàmic per condensació d'aldehids aromàtics i anhidres àcids en presència de sals alcalines de l'àcid.
Diverses revisions s'han fet. La reacció d'àcid fenilacètic i benzaldehid amb trietilamina i anhidrid acètic a àcid alfa-fenilcinàmic n'és un exemple

## Mecanisme de la reacció
El mecanisme de sobre no està universalment acceptat.